# Hábermann Jenő
Hábermann Jenő Kálmán (Budapest, 1949. július 3. –) Balázs Béla-díjas magyar filmproducer.

## Életpályája
1970 óta dolgozik a filmgyártás területén. Előbb a Mafilm-nél volt felvételvezető, majd gyártásvezető, 1989 óta önálló producerként tevékenykedik. Számos nagyjátékfilm készítésében működött közre olyan neves alkotók mellett, mint Fábri Zoltán, Kovács András, Jean Delannoy, Illés György, Janusz Majewski, Vytautas Žalakevičius, az Oscar-díjas Szabó István, vagy Bereményi Géza.
1987-ben végezte el esti képzésen a Színház- és Filmművészeti Főiskola gyártásvezető szakát.
A Form-Art Kft. utódjaként 1991-ben alakult film-, videó- és televízióműsor-gyártásra szakasodott FILM-ART Művészeti és Kereskedelmi Kft. alapítója és vezetője. A Budapest Film Academy producer és gyártásvezető tanára. 2021 óta a Színház- és Filmművészeti Egyetem Zsigmond Vilmos Mozgóképművészeti Intézetében oktat gyártásvezetést.
Lánya Hábermann Lívia színésznő, szinkronszínész, műsorvezető és drámapedagógus.

## Filmjei
| - 1975 – Déryné, hol van? (munkatárs) - 1976 – A kard (munkatárs) - 1976 – Kilenc hónap (felvételvezető gyakornok) - 1977 – Veri az ördög a feleségét (stábtag) - 1978 – Dóra jelenti (munkatárs) - 1979 – Csillag a máglyán - 1979 – Októberi vasárnap - 1981 – A szeleburdi család - 1983 – Gyertek el a névnapomra - 1983 – Szegény Dzsoni és Árnika - 1984 – Az élet muzsikája – Kálmán Imre | - 1984 – Titanic (tévéjáték) - 1987 – Doktor Minorka Vidor nagy napja - 1988 – A dokumentátor - 1989 – A hecc - 2008 – Az űrhajózás 50 évéről, magyar szemmel"" (dokumentumfilm-sorozat) |

### Filmproducerként
- 1993 – Öt kicsi indián (televíziós sorozat)
- 1995 – A Brooklyni testvér
- 1996 – Retúr
- 1999 – Budapest (dokumentumfilm)
- 1999 – Fellner és Helmer (dokumentumfilm)
- 2000 – El Niño – A Kisded
- 2001 – Filmfotósok (dokumentumfilm)
- 2001 – Egy másik magyar válogatott (dokumentumfilm)
- 2002 – A Hídember
- 2002 – Felhő a Gangesz felett
- 2002 – Cigánytánc (dokumentumfilm)
- 2002 – Teknővályók (dokumentumfilm)
- 2003 – A boldogság színe
- 2003 – Gyanú (tévéfilm)
- 2003 – Elszakítva (dokumentumfilm)
- 2004 – Isten éltesse Edit néni (dokumentumfilm)
- 2005 – A kalapácsos költő (A Fekete krónika televíziós sorozat epizódja)
- 2005 – Budapest néprajza (dokumentumfilm-sorozat)
- 2005 – Camino (dokumentumfilm-sorozat)
- 2005 – Romák Rómában (dokumentumfilm)
- 2006 – Lopott képek
- 2006 – Mansfeld
- 2006 – Nenő (televíziós rövidfilm)
- 2006 – Régimódi történet (minisorozat)
- 2006 – Örök Éva (dokumentumfilm)
- 2007 – A bárány utolsó megkísértése (tévéjáték, társproducer)
- 2007 – Az emigráns – Minden másképp van
- 2007 – Metamorfózis
- 2007–2010 – Tűzvonalban (televíziós sorozat 66 epizódja)
- 2008 – A vágyakozás napjai
- 2008 – Hany Istók legendája (tévéfilm)
- 2008 – „...öreganyám, nagyvilág, jól megjegyezd a nevemet!” - Emléktöredékek Szabó Magdáról (dokumentumfilm)
- 2009 – Rózsaszín sajt
- 2009 – Magyarország története (dokumentumfilm-sorozat)
- 2010 – Epizódok egy társaság életéből (dokumentumfilm)
- 2012 – Az ajtó
- 2013 – A régi házban (televíziós kisjátékfilm)
- 2013 – A louduni ördöghajsza (A Fekete krónika televíziós sorozat 2. évad 2. epizódja)
- 2013 – Mária-út (dokumentumfilm sorozat)
- 2013 – Szimpla történet (kisjátékfilm)
- 2015 – A velencei pékinas (A Fekete krónika televíziós sorozat 3. évad 2. epizódja)
- 2015 – Melyiket kéred? (kisjátékfilm)
- 2016 – A király halála – II. Lajos élete és rejtélyes halála
- 2016 – A néma tüntetés (dokumentumfilm)
- 2017 – A tökéletes gyilkos
- 2017 – Egyjátékos mód (kisjátékfilm)
- 2017 – Felfelé gördülő kő – Portréfilm Buda Ferencről (művészeti műsor)
- 2018 – Vadkanvadászat
- 2018 – Partitúra (zenés ismeretterjesztő filmsorozat)
- 2018 – A merénylet
- 2020 – A Vörös gróf – Károlyi Mihály bűnei (dokumentumfilm)
- 2021 – Magyar Passió
- 2022 – Magunk maradtunk (kisjátékfilm)
- 2022 – Aranybulla (minisorozat)

## Díjai és kitüntetései
- Balázs Béla-díj (2021)[6]
- Sára-Csoóri Életműdíj (2023)